# Воскресенский монастырь (Тольятти)
Воскресе́нский монасты́рь — мужской монастырь Тольяттинской епархии Русской православной церкви, расположенный в городе Тольятти.
Создан указом патриарха Московского и Всея Руси Алексия II и Святейшего синода от 25 декабря 1997 года путём преобразования Свято-Воскресенского прихода.

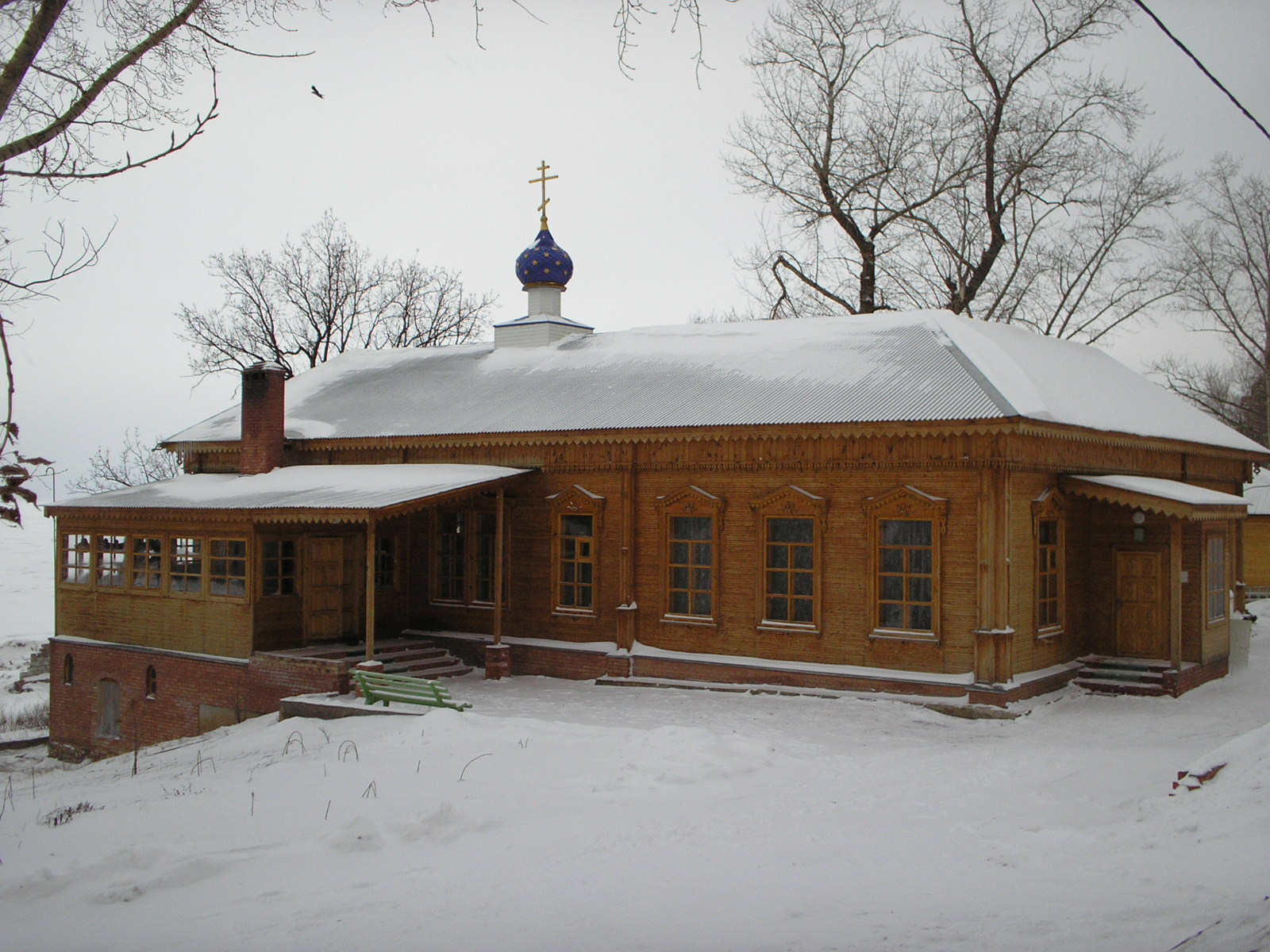

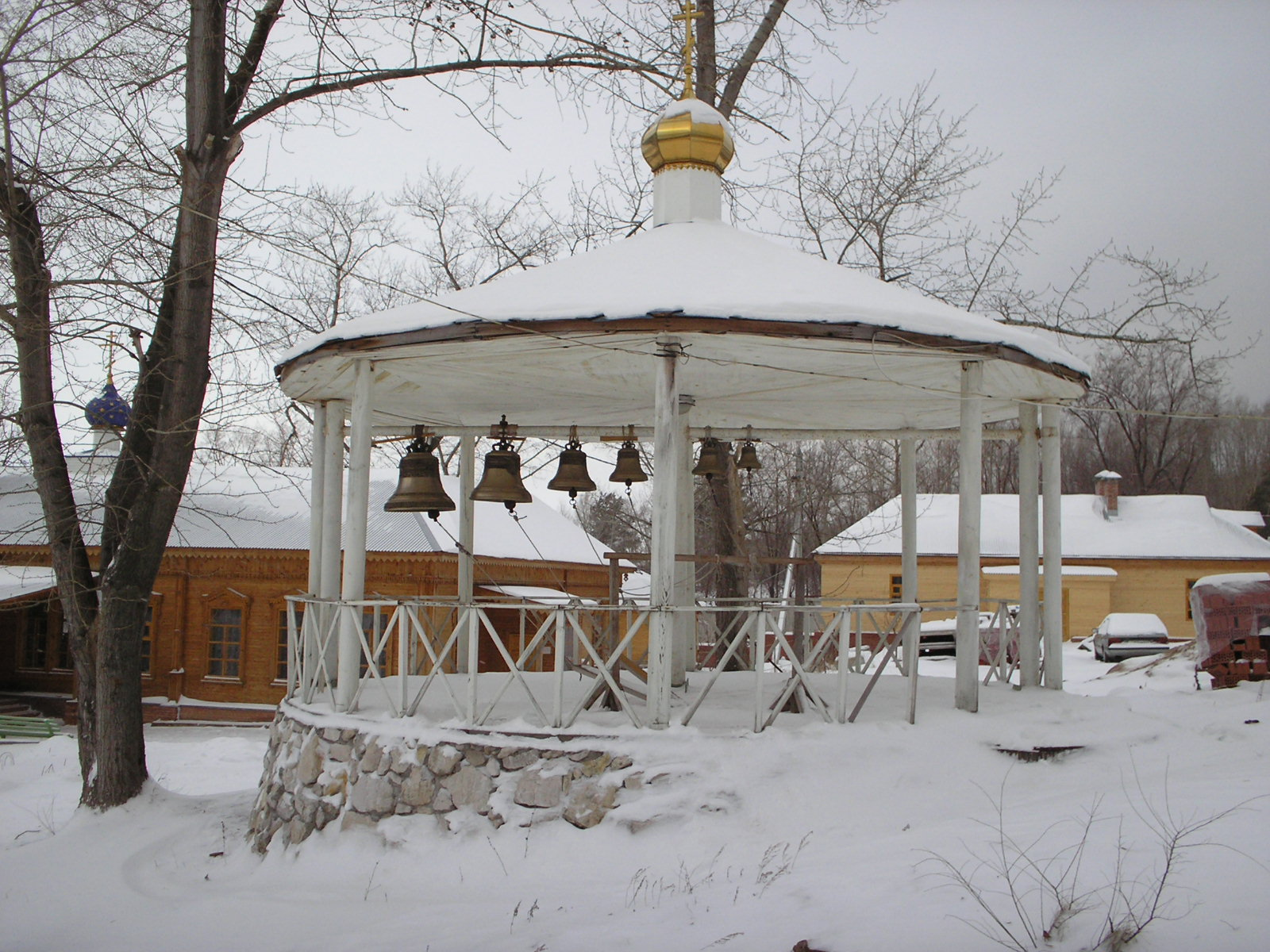
Звонница Свято-Воскресенского монастыря

## История
В 1996 году появился Свято-Воскресенский приход Самарско-Сызранской епархии. Здания предполагалось использовать для временного размещения строящегося Успенского храма
В дальнейшем было решено приход расширить и основать Святую обитель.
25 декабря 1997 года решением Священного Синода и Патриарха Московского и Всея Руси Алексия II приходу был присвоен статус монастыря. Началась духовная жизнь обители: длинные монашеские службы, братские храмовые правила, постриги, частные исповеди для братии и прихожан. Сначала службы проходили только по воскресеньям и праздничным дням. Когда же клир монастыря увеличился, стали служить каждый день.

## Настоятели
Первым настоятелем стал отец Феоктист (Петров). В 1998 году настоятелем монастыря был назначен иеромонах Дионисий (Чибов). В 1999 году на эту должность был назначен иеромонах Серафим (Карасёв), который управлял монастырем в течение 2-х лет и по состоянию здоровья в 2001 году был вынужден оставить занимаемую должность.
Затем управлять монастырём стал архимандрит Власий (Тюрин). В 2005 году по благословению владыки наместником монастыря был назначен игумен Гермоген (Крицын) (в 2007 году был возведен в сан архимандрита), который и управляет обителью.
29 октября 2019 года в должности священноархимандрита Воскресенского мужского монастыря утверждён епископ Тольяттинский и Жигулёвский Нестор.

## Деятельность
В монастыре совершаются все православные обряды, кроме венчания и крещения.
Богослужения совершаются ежедневно, без выходных дней.

## Здания
Монастырь расположен на территории бывшей Ставропольской земской больницы, построенной в 1902 году, которая была основана Евграфом Осиповым. Начало строительства земской больницы датировано 1868 годом, окончание 1872-м. Больница прослужила по своему назначению восемьдесят один год, до момента, когда в 1953 году, при строительстве Жигулёвской ГЭС и Куйбышевского водохранилища старый Ставрополь был затоплен. Больницу перенесли в центральную часть строящегося нового города. Однако при затоплении вода не дошла до уровня зданий бывшей больницы. Таким образом, они стали единственными уцелевшими от старого города объектами, в которых поочередно были размещены: детский санаторий «Бережок» (до 1979 г.), «Облпрокатразнобыт», комитет по физкультуре и спорту. После закрытия последнего здания остались без присмотра. Помещения приходили в ветхость, территория находилась в запустении. Здания представляли собой исторический памятник и находились под охраной отдела культуры и памятников Самарской области до 1995 года.
При монастыре действует два храма: основной — в честь Воскресения Христова, второй — в честь преподобного Силуана Афонского. В 2019 году завершено строительство храма в честь иконы Божией Матери «Отрада и Утешение». 14 сентября того же года Управляющий новообразованной Тольяттинской епархией епископ Тольяттинский и Жигулёвский Нестор освятил великим чином эту церковь.
Ведётся реконструкция зданий монастыря, строительство служб, в том числе и гостиницы для паломников.

## Святыни
В монастыре есть своя местночтимая святыня — это икона Святой великомученицы Варвары, которая во время настоятельства иеромонаха Феоктиста была обретена рыбаками на Жигулёвском водохранилище и принесена в обитель. Бытует мнение, что икона всплыла из одного из храмов затопленного Ставрополя, однако такое весьма маловероятно, поскольку всё имущество храмов было вывезено ещё в 1920-х годах. Найденная икона была настолько темна, что едва можно было различить изображение святой. В настоящее время икона постепенно самообновляется.
Также в дар монастырю была передана частица святых мощей великомученицы Варвары, которая помещена вместе с иконой в резной кивот. Каждую пятницу на утреннем богослужении читается акафист великомученице Варваре перед её образом.
Также в храме монастыря есть иконы с мощами святых угодников (в том числе и целителя Пантелеймона) и ларец с мощами святых.

## Координаты
445003, Самарская область г. Тольятти, Портпосёлок, ул. Нагорная, 1-А;
тел. (8482) 48-92-97
Наместник — архимандрит Гермоген (Крицын)
Проезд до остановки «Портпосёлок»
- Автобусы № 11
- Троллейбус № 1
- Маршрутные такси № 91, 310, 93, 102